# アントン・ヴェルヘイ

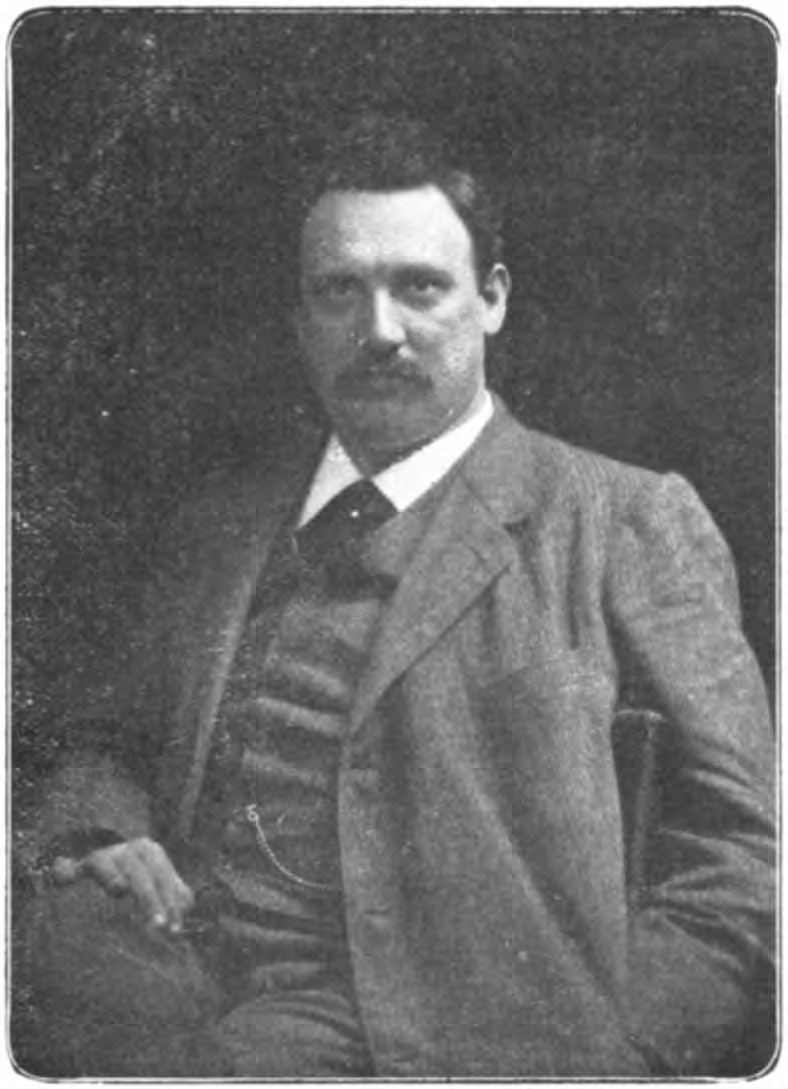
Anton Verheij

アントン・ベンジャミン・ヘンドリク・ヴェルヘイ (Anton Benjamin Hendrik Verheij, 1871年2月2日 - 1924年2月12日)はオランダの指揮者、作曲家、ピアニスト、教育者。
主な弟子にエドゥアルド・フリプセ、ヘラルド・ブンクらがいる。またソプラノ歌手のアールチェ・ノールデウィール＝レディンギウスとアルト歌手のパウリーネ・デ・ハーン＝マニファルゲスとでユニットを組んで演奏活動を展開していた。

## 生涯
ロッテルダムの貴族の家に生まれる。父親はオルガニストであった。14歳の時に父の跡を継いでロッテルダムのカトリック教会のオルガニストになる。 
第一次世界大戦前期まで、音楽振興協会ロッテルダム支部の支部長を務め、のちにハーグ支部にも属した。1920年代後半には、ヴェルヘイがロッテルダム支部のために知られざるロシア音楽を収集していたことが明らかにされた。
指揮者としては、1894年にブラント・ブイスの後任としてロッテルダム男声合唱団の指揮者を務め、のちに同団から名誉指揮者の称号を贈られている。 
1896年からブランコ・ファン・ダンツィヒの言語障害を持つ子供たちの教育をサポートするようになった。

## 作品
- Salve Regina: Een Maria-antifoon. De Heilige Maagd wordt in dit gezang geëerd als Koningin en als Moeder van barmhartigheid.
- Dies Irae: